# B.O.X: Best of X
A B.O.X: Best of X az X Japan japán heavymetal-együttes válogatásalbuma, mely 1996. március 21-én jelent meg a Ki/oon kiadásában. A lemez 5. helyezett volt az Oricon slágerlistáján. A doboz két CD-t, egy VHS-kazettát és a Violence and Jealousy Tourról származó pólót tartalmazott. 1996. december 1-jén extrák nélküli, két lemezes változata is megjelent, ebben a verzióban az első CD-én az utolsó három szám nem szerepel.

## Számlista
1. lemez
1. Silent Jealousy (élő, 1992. 01. 07) – 6:30
2. Desperate Angel – 5:53
3. Kurenai (élő, 1989. 06. 10) – 5:45
4. Week End (élő, 1992. 01. 07) – 5:53
5. Endless Rain – 6:36
6. Celebration – 4:52
7. Joker (élő, 1992. 01. 07) – 5:18
8. Sadistic Desire (új verzió) – 6:01
9. X – 6:01
10. Say Anything – 8:42
11. I'll Kill You – 3:29
12. Kurenai (angol verzió) – 6:19
13. Unfinished – 1:32

2. lemez (instrumentális verziók)
1. Silent Jealousy – 7:20
2. Desperate Angel – 5:44
3. Kurenai – 5:47
4. Week End – 5:49
5. Endless Rain – 6:32
6. Celebration – 4:48
7. Joker – 4:41
8. Sadistic Desire – 5:59
9. X – 5:59
10. Say Anything – 8:40